# Famille Wenckheim
La famille Wenckheim (en hongrois : Wenckheim család) est une famille noble hongroise.

## Histoire
La famille Wenckheim, qui compte plusieurs branches, est originaire d'Allemagne. Le siège éponyme de la famille est Großwenkheim, aujourd'hui un quartier de Münnerstadt, dans l'arrondissement de Bad Kissingen, en Basse-Franconie.
L'ancêtre de cette famille serait Albert Wenck, qui épousa Josepha née Wiederhold von Wiedersbach, dont l'un petit-fils, Joseph August Wenck, chancelier du gouvernement de Basse-Autriche, est élevé au rang de chevalier impérial sous le nom de « von Wenckheim » par l'impératrice Marie-Thérèse le 27 avril 1749. Ses fils sont élevés au rang de baron héréditaire le 18 décembre 1776 et au rang de baron hongrois le 7 avril 1781. 
Une branche de la famille s'établit dans le royaume de Hongrie et y acquit une grande importance sous le règne des Habsbourg. La famille y possédait de vastes terres et châteaux dans tout le pays (actuelles Hongrie, Roumanie et Slovaquie).

## Membres notables
- baron Béla Wenckheim (1811-1879), Premier ministre hongrois.
- baron Franz Xaver von Wengkheim (1736–1794), décoré de l'Ordre militaire de Marie-Thérèse, Feldmarschall-Leutnant.
- baron Johann Georg Joseph von Wenckheim (1734–1803), Feldmarschall-Leutnant KuK.  Il est élevé au rang de comte le 9 avril 1802 par François Ier.

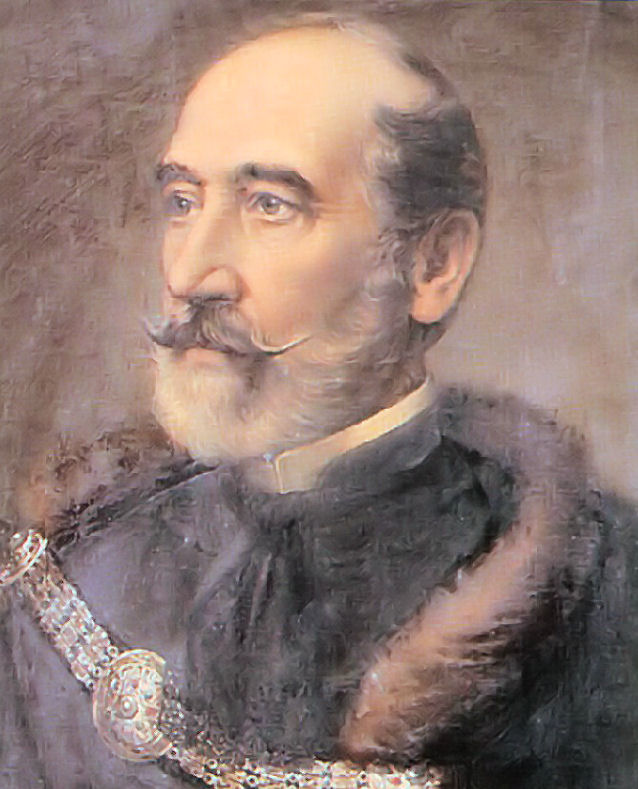
Béla Wenckheim